# Orbaitzeta
Orbaizeta – gmina w Hiszpanii, w Nawarze, o powierzchni 81,72 km². W 2011 roku gmina liczyła 217 mieszkańców.